# Judith Arndt
Judith Arndt (n. 23 iulie 1976, Königs Wusterhausen, Brandenburg, Germania) este o ciclistă germană, medaliată olimpică. A participat la 5 ediții ale Jocurilor Olimpice (1996, 2000, 2004, 2008, 2012) în care a câștigat o medalie de bronz.